# Aleksander Karol Ludwik Sułkowski
Aleksander Maria Karol Ludwik Sułkowski herbu Sulima (ur. 15 lutego 1893 na zamku w Ebenfurth, zm. 27 marca 1956 w Leoben) – IX książę bielski (IX Herzog von Bielitz) z bielskiej linii magnackiego rodu Sułkowskich. Właściwie pisał się Aleksander Ludwik, a w źródłach drukowanych występował również jako Aleksander lub Ludwik    .

## Dzieciństwo i młodość
Był najstarszym synem, jednym z sześciorga dzieci Aleksandra Edwarda Sułkowskiego (ur. 1856) – VIII księcia bielskiego (syna Ludwika – VI księcia bielskiego) i księżnej Marii Teresy z domu baronówny Moser von Ebreichsdorf (1872–1940). Dzieciństwo spędził w rodowych dobrach matki, zamku Ebenfurth (Dolna Austria), oraz w rezydencji ojca w Toót-Soók (Šalgovce). Kształcenie średnie rozpoczął w gimnazjum wiedeńskim (K. K. Staats-Gymnasiums) gdzie językiem wykładowym był niemiecki, następnie trafił do Akademii hrabiego Straki w Pradze (Strakova akademie) kształcącej w języku czeskim. Później podjął naukę w wiedeńskiej, elitarnej Akademii Terezjańskiej, po ukończeniu której rozpoczął studia prawnicze na Uniwersytecie Wiedeńskim zaliczając dwa semestry. W tym też czasie rozpoczął naukę języka polskiego. Był uzdolniony muzycznie – grał na czterech instrumentach (wirtuozersko na skrzypcach), interesował się również filozofią i prawem     . 

## Służba wojskowa

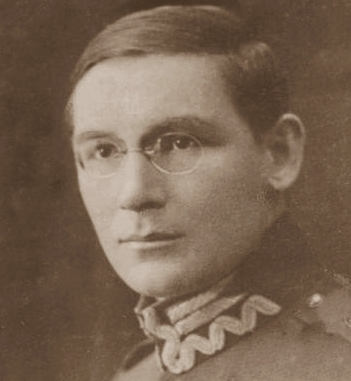
Książę Aleksander Ludwik Sułkowski w mundurze podporucznika 2 Pułku Szwoleżerów Rokitniańskich

Na dwa tygodnie przed wybuchem I wojny światowej wstąpił jako jednoroczny ochotnik do Pułku Ułanów Cesarza Nr 4. Od lipca 1914 do maja 1915 kształcił się w szkole oficerskiej w Holíč. 25 maja został mianowany wachmistrzem ochotniczym w polu na froncie rosyjskim, następnie 21 lipca kadetem rezerwy. 2 maja 1916, rangą od 1 sierpnia 1915, został mianowany podchorążym rezerwy. Na stopień podporucznika został mianowany ze starszeństwem z 1 sierpnia 1916 w korpusie oficerów rezerwy kawalerii. W przedostatnim roku wojny, pod koniec marca, został przeniesiony do służby w kancelarii, a na pięć miesięcy przed jej zakończeniem oddelegowano go do leczenia. Brał udział w ciężkich bitwach w ofensywie Brusiłowa nad Dniestrem. 10 czerwca 1916, podczas walk w Bukowinie, w trakcie odwrotu z pod Horoszowców doszło do starcia jego oddziałów z wrogiem pod Dobronowcami. Nie bacząc na ciągły ostrzał z broni maszynowej i artylerii dostarczał meldunki pomiędzy swym szwadronem a dowództwem. Odwagę i brawurę okupił ciężkimi ranami od karabinu maszynowego w płuco i ramię. Mimo to trwał jeszcze przez kilka godzin na posterunku bez pomocy lekarskiej. Za okazaną odwagę został odznaczony Brązowym, a następnie Srebrnym Medalem Waleczności 2. Klasy, a w roku następnym okolicznościowym Krzyżem Wojskowym Karola  .
8 stycznia 1924 został zatwierdzony w stopniu podporucznika ze starszeństwem z 1 czerwca 1919 i 48. lokatą w korpusie oficerów kawalerii. Posiadał przydział w rezerwie do 2. Pułku Szwoleżerów Rokitniańskich w Bielsku. 26 stycznia 1926 został przeniesiony w rezerwie do 3. Pułku Ułanów Śląskich w Tarnowskich Górach. 20 września 1928 został zwolniony od obowiązku służby wojskowej, w stopniu podporucznika, w związku z zupełną i trwałą niezdolnością do służby. Wówczas wstąpił do Związku Oficerów Rezerwy, którego członkiem był do wybuchu II wojny światowej  .

## Życie prywatne

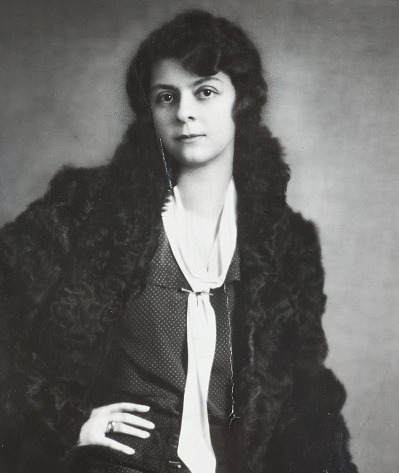
Księżna Feodora Hardegg Sułkowska

Jego pierwszą małżonką była hrabianka Feodora Hardegg auf Glatz und im Machlande (1899–1979), w której żyłach płynęła południowosłowiańska błękitna krew, była praprawnuczką Miłosza I Obrenowića (1780–1860), założyciela dynastii książąt i królów Serbii, panujących w latach 1817–1903. Związek małżeński zawarli 24 sierpnia 1919 w kaplicy zamku Seefeld, rodowej siedziby Hardeggów, po czym osiedli na bielskim zamku. Dnia 2 października 1923 przyszła na świat ich jedyna córka Aleksandra zwana Olesią, którą wychowywali w duchu polskim, a w dwunastym roku życia wysłali na pensję do tarnowskiego zgromadzenia sióstr Sacré Coeur w Zbylitowskiej Górze, gdzie przebywała do 1939 roku. Księżna Feodora uczestniczyła w polskim życiu kulturalnym nad Białą. W 1935 doszło do rozpadu małżeństwa  .

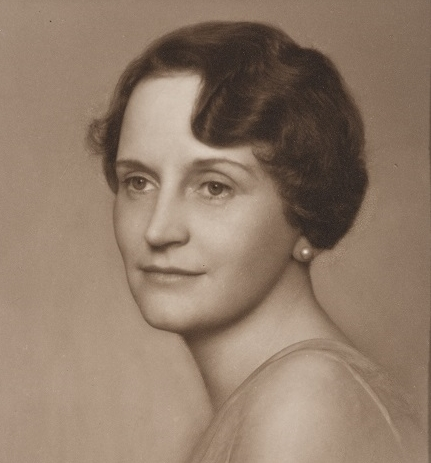
Księżna Anna Mallinger Sułkowska

Drugą małżonką księcia została Anna Mallinger (1899–1969), córka właściciela młynów w styryjskim Leoben. Tam też 23 marca 1936 odbył się ich ślub. Małżeństwo zaowocowało dwójką potomstwa: dnia 27 lutego 1938 przyszła na świat córka Maria Jadwiga zwana Heidi, a dnia 23 marca 1940 w Wiedniu syn Aleksander Józef (tytularny X książę bielski, zm. 9 marca 2020 w Wiedniu). Nowa księżna była austriacką patriotką, według niektórych źródeł, w latach młodzieńczych, miała być zwolenniczką kanclerza Austrii, Engelberta Dollfussa (1892–1934). Podobnie jak poprzedniczka także starała się włączać w życie społeczności miast nad Białą. Między innymi przyczyniła się do organizacji w Bielsku polsko-austriackiego turnieju tenisowego, który miał miejsce w lipcu 1937 roku. Charakteryzowała się silną osobowością, była kobietą wyzwoloną, władczą, przedsiębiorczą i przebojową. Jej pasją była motoryzacja. Uczestniczyła w rajdach samochodowych, preferowała wozy marki Mercedes i Opel. Niestety ze względu na jej narodowość rodzina była inwigilowana przez polski wywiad  .

## Polonizacja majątku
We wrześniu 1929, po śmierci ojca, Aleksander Ludwik zgodnie z prawem primogenitury przejął bielski fideikomis. Spolonizował rodzinny majątek jak tego oczekiwały polskie władze. Stanowisko stracił nadleśniczy z czasów habsburskich inż. Hugon Nossek, który okazał się tajnym członkiem działającej w Bielsku Partii Młodoniemieckiej (Jungdeutsche Partei – JDP). Zwolnionych zostało jeszcze czterech innych leśników podejrzewanych o współpracę z Niemcami. Miejsce Nosska zajął inż. Włodzimierz Miodowicz, zarządcą folwarku Wilhelma (Wilhelmshof – Olszówka Górna) w latach trzydziestych był Theobald Benecik, leśniczym w Wapienicy Józef Donocik, w administracji pracował również polski oficer w stanie spoczynku Marian Zajączek (powstaniec górnośląski, porucznik w 3. Pułku Artylerii Lekkiej Legionów, odznaczony Krzyżem Orderu Virtuti Militari II i V klasy), a od wiosny 1939 funkcję inspektora dóbr w Wapienicy pełnił inż. Alfons Gackowski z Wielkopolski. Książę wymienił również niemieckich prawników Ernsta Stefana i Karola Schulza z Bielska na polskiego adwokata, żydowskiego syjonistę z Cieszyna, Dawida Sandhausa. Warto również wspomnieć, iż wyłączność na wyręb drzewa w lasach książęcych miała firma żydowskiego kupca Emanuela Weissa z Bielska .

## Działalność w organizacjach społecznych i kulturalnych

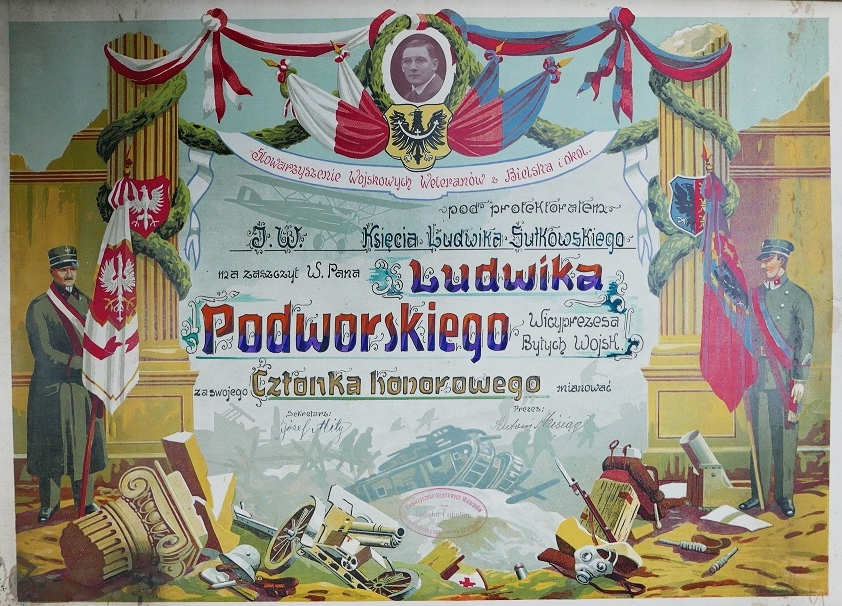
Dyplom honorowego członka Stowarzyszenia Wojskowych Weteranów im. księcia Aleksandra Ludwika Sułkowskiego

Książę przejął po ojca wszystkie tradycyjne patronaty sprawowane przez rodzinę jeszcze w czasach habsburskich: nad parafią św. Mikołaja, niemieckim Towarzystwem Beskidzkim (Beskiden-Verein), Czytelnią Niemiecką (Deutsche Lesehalle), Towarzystwem Śpiewaczym (Gesangverein), Towarzystwem Łyżwiarskim (Bielitz-Bialaer Eislaufverein). Był również patronem i honorowym członkiem Stowarzyszeniem Wojskowych Weteranów w Bielsku i Okolicy, członkiem Związku Oficerów Rezerwy, zasiadał w zarządzie Bielsko-Bialskiego Towarzystwa Sportowego, wybierany był do Komisji Rewizyjnej Podkarpackiego Koła Jazdy Myśliwskiej. Był członkiem rzeczywistym tej elitarnej organizacji obok Duninów z Zatora, żywieckich Habsburgów, Larischów z Bulowic, Potockich z Krzeszowic, Romerów z Inwałdu, Rudzińskich z Osieka czy też Sapiehów z Bobrku. Powoływano go również do składu przysięgłych Sądu Okręgowego w Cieszynie . Aleksander Ludwik dzięki swej działalności i postawie: (...) cieszył się sympatią szerokich kół społeczeństwa miejscowego (...) jak odnotowała w lutym 1933 „Gwiazdka Cieszyńska”. Natomiast na łamach „Światowida” w kwietniu 1935 pisano między innymi, że (...) książęta Sułkowscy reprezentują najczystszy typ Polaków-patrjotów (...).

## Gospodarowanie majątkiem

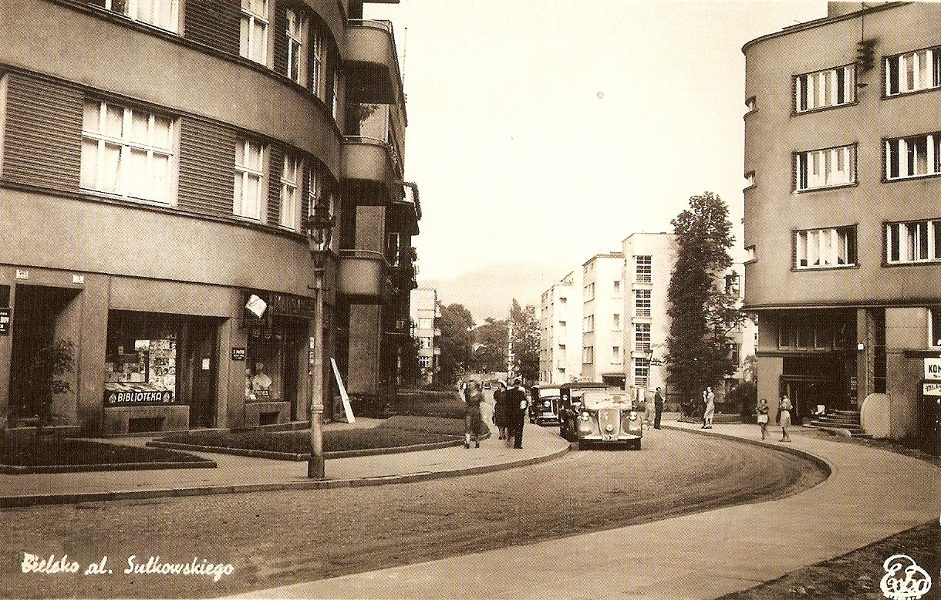
Bielsko, Aleje Sułkowskiego

Aleksander Ludwik Sułkowski w 1929 przejmował majątek obciążony dużymi zobowiązaniami wobec państwa w związku z reformami Władysława Grabskiego. Fideikomis utrzymywał się głównie z lasów książęcych oraz czynszów, m.in. za wynajem części pomieszczeń zamkowych oraz okalających go obiektów (Bazary Zamkowe). Istotnym elementem przedsiębiorstwa leśnego był duży tartak w Wapienicy oraz w Bielsku firma sprzedająca wyprodukowane w nim drewno i klepki beczkowe . Gdy Sułkowski przejmował dobra wybuchł kryzys światowy, a państwo naliczyło podatek od spadku po ojcu w wysokości 400 tysięcy złotych. Dzięki wstawiennictwu u władz brata Romana, postrzeganego za patriotę i kombatanta walk niepodległościowych, książę otrzymał obniżenie sumy o połowę, co uwarunkowano koniecznością szybkiego jej uregulowania. Kwota była na tyle wysoka, że Aleksander Ludwik musiał zaciągnąć pożyczki w kasie miejskiej i pozbyć się części nieruchomości. Postanowił rozparcelować ogród zamkowy na co potrzebna była zgoda rajców miejskich, którzy oczekiwali nieodpłatnego przekazania części gruntów – naciskali głównie socjaliści. Do parcelacji doszło w 1934, a Macierz Szkolna otrzymała nieodpłatnie parcelę na budowę polskiego domu oświatowego (obecne obszary Zespołu Szkół Ogólnokształcących im. Stefana Żeromskiego). Nabywcami gruntów przy nowych Alejach Sułkowskiego byli głównie zamożni przedstawiciele społeczności żydowskiej, co przyczyniło się do utrwalenia potocznej nazwy dzielnicy Tel Aviv . W rękach Aleksandra Ludwika pozostały trzy parcele przy nowej ulicy Hugona Kołłątaja 14 i 16, na których wzniósł nowoczesne przedsiębiorstwo Park-Garaż firmowane przez markę Opel. W 1937 burmistrz miasta, Wiktor Przybyła, opiniując pozwolenie na inwestycję pisał, że wskutek wzmożonej motoryzacji Bielska, gwałtownie przybywającej ilości samochodów osobowych i ciężarowych przedsięwzięcie jest niezbędne. Był to salon i warsztat samochodowy wraz z budynkiem mieszkalnym projektu Alfreda Wiedermanna. Koszt budowy wyniósł 284 tysiące złotych. Niestety przedłużający się odbiór obiektów spowodował, że rozruch nastąpił dopiero po wrześniu 1939. Firma prowadziła obrót wyłącznie limuzynami z silnikiem Opla oferując m.in. modele Super 6, 2 l, Typ 20103 oraz Olympia 1,5. Warsztat z dużym garażem na ponad trzydzieści maszyn obsługiwał klientów koncernu w zakresie serwisowania, wymiany części, sprzedaży akcesoriów samochodowych, akumulatorów, radioodbiorników samochodowych wraz z montażem, osłon do reflektorów, czy też tablic rejestracyjnych z tłoczonymi literami .

## Okres II wojny światowej
Po zajęciu Bielska i Białej przez wojska niemieckie okazało się, że Aleksander Ludwik wraz z małżonką, został umieszczony na liście proskrypcyjnej tak zwanych „wrogów Rzeszy”, ze wskazaniem do aresztowania przez Gestapo. Był tam wielokrotnie przesłuchiwany, do czego przyczyniły się również donosy miejscowych Niemców – także wynajmujących od księcia mieszkania na zamku . W styczniu 1940 władze policyjne kończyły spis ludnościowy, na podstawie którego 4 marca 1941 została ogłoszona Volkslista (DVL). W opinii bielskiego kreisleitera Ernsta Lanza Sułkowscy nie zasługiwali na uznanie ich za Volksdeutschy. Pod wpływem odwołań rodziny i współpracowników Sułkowskich Gauleiter górnośląski Fritz Bracht zmienił decyzję. 23 października małżeństwu i ich dwójce dzieci przyznano najniższą, czwartą grupę DVL, która nie zapewniała bezpieczeństwa. 20 listopada w bielskich księgach gruntowych odnotowano konfiskatę dóbr książęcych na rzecz III Rzeszy Niemieckiej. Firma samochodowa Sułkowskich objęta została zarządem komisarycznym, otrzymała nazwę Opel-Großhändler Parkgarage Bielitz, a jej administratorem został niemiecki urzędnik Egon von Regius. Dzięki jego przychylności Sułkowskiemu udało się stworzyć miejsca pracy dla 120 Polaków chroniąc ich przed przymusowym wywozem na roboty. W 1942 roku Sułkowscy chcąc ratować rodzinny majątek czynili usilne starania o wyższą grupę DVL. Początkiem grudnia po osobistych zabiegach, zostali przyjęci w Katowicach przez Fritza Brachta, który po spotkaniu nieoczekiwanie zmieniając decyzję pisał do Wilhelma Stuckarta – sekretarza stanu w Berlinie, że Sułkowski (...) nie zasługuje na opinię renegata, jest już zaklasyfikowany do grupy III, ale podobnie jak jego żona zasługuje na grupę II (...) . Decyzję przewlekano i dopiero 1 stycznia 1944 Najwyższa Komisja Rewizyjna dla Kwestii Przynależności Narodowościowej na Wcielonych Obszarach Wschodnich przy Komisarzu Rzeszy ds. Umacniania Narodowości Niemieckiej – Urząd Sztabu Głównego, oddaliła wcześniejsze postanowienie i przypisała obydwoje małżonków do II grupy DVL. W sierpniu przywrócono Aleksandrowi Ludwikowi prawo własności bielskich dóbr wykreślając w księdze gruntowej adnotacje z listopada 1940 o konfiskacie majątku. Fakty te zasadniczo zaciążyły na współczesnej ocenie Sułkowskiego. Kiedy w styczniu 1945 sowieckie czołgi były już w Katowicach, książę – świadom zagrożenia jakie czekało arystokratę z rąk komunistów – ostatecznie pożegnał się ze swymi śląskimi dobrami, które w rękach rodziny były przez sto dziewięćdziesiąt trzy lata. Przed wyjazdem zwolnił swych pracowników ze zobowiązań i dał wolną rękę co do dalszego postępowania. Spakował rodowe pamiątki i wyruszył do Altaussee, gdzie u księcia Chlodwiga Hohenlohe-Schillingsfursta schroniła się jego żona z dziećmi .

## Na emigracji

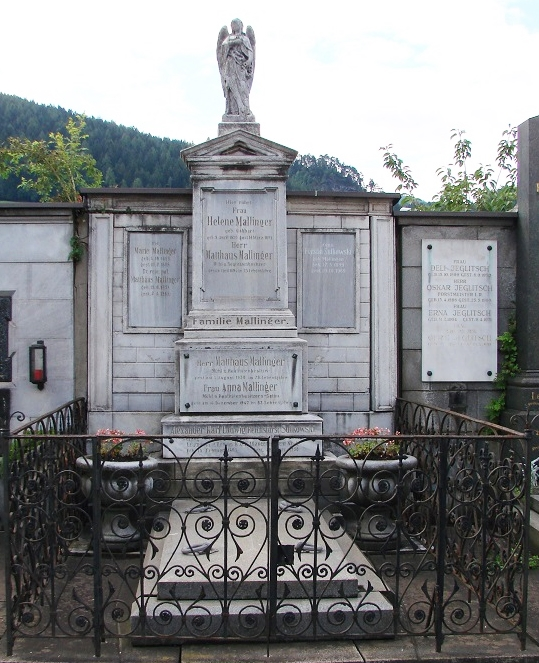
Grobowiec rodziny Mallingerów w Leoben, gdzie spoczął książę Aleksander Ludwik Sułkowski

Od 3 lutego cała rodzina przebywała w amerykańskiej strefie okupacyjnej, gdzie otrzymali dokumenty potwierdzające narodowość polską, a następnie osiedli w Leoben. W 1948 roku książę miał za zgodą Rządu Londyńskiego zrzec się obywatelstwa polskiego, jednak nie ma co do tego pewności, na pewno przyjął wtedy austriackie. Kolejne lata życia upływały mu na tęsknocie do rodzinnej ziemi. Zmarł na chorobę nowotworową 27 marca 1956 w Leoben. Spoczął na miejscowym cmentarzu w grobowcu Mallingerów  .

## Powojenny los bielskiego majątku
W 1946 na podstawie wniosku Wojewódzkiego Urzędu Ziemskiego w Katowicach z 17 października 1946, dekretu z 8 sierpnia 1946 i 6 września 1944 o reformie rolnej, zapisano w bielskich księgach gruntowych prawo własności majątku pozostawionego przez Sułkowskich na rzecz Skarbu Państwa jako mienie poniemieckie. Już wówczas na terenie zamku ulokowane były liczne instytucje kultury. 14 lutego 1947 otwarto tu dla publiczności Muzeum, które od 1983 jest jego jedynym użytkownikiem   .